# 1276
Cette page concerne l'année 1276  du calendrier julien.
L'année 1276 est une année bissextile qui commence un mercredi.

## Événements
- 26 janvier : reddition de Hangzhou. Le général mongol Bayan entre dans la capitale Song. Une partie de la cour s'enfuit à Guangdong. Le jeune empereur et sa mère cependant y restent, abdiquent, remettent le grand sceau d'empire, et sont conduits à Pékin où Kubilai les fait honorer[1].
  - La chute de Hangzhou marque une étape capitale de l'histoire de la Chine, parce qu'elle entraîne la réunification de l'espace chinois, mais réunification sous domination étrangère et dans un ensemble beaucoup plus important : l'Empire mongol dont les limites allaient de la Corée à la Méditerranée (Petite Arménie), et de Canton au centre de l'actuelle Turquie en incluant l'Iran et l'Irak[2].
- Octobre : le roi de Jérusalem Hugues III de Chypre abandonne Acre[3].

- Kubilai Khan invite Hōjō Tokimune, shikken du Japon, à reconnaître son autorité. Ce dernier refuse[4].

- Au Japon, Ippen  (1239-1289) prêche l’enseignement de l’école de l’ « Instant » (Ji shū). Il suffit d’appeler un instant Amida, au moment du grand passage, pour bénéficier de sa miséricorde[5].

- Prise de Tinmel. Les Marinides viennent à bout des survivants de la dynastie Almohade retranchée dans l’Atlas[6].

### Europe
- 10 janvier : mort du pape Grégoire X[7].
- 21 janvier - 22 juin : règne du pape Innocent V[7].
- 26 mars[8] : Charles d'Anjou ordonne la libération des Juifs convertis relaps arrêtés par l’Inquisition en Provence[9].
- 24 juin : Rodolphe de Habsbourg met le roi Ottokar II de Bohême au ban de l'empire[10]. Il entre sur les terres du roi de Bohême avec ses alliés dès le mois d'août.
- Peu après juillet[11] : Béatrice de Bourbon (morte en 1310), descendante en ligne directe d’Aymar, épouse Robert de France, comte de Clermont-en-Beauvaisis, le sixième fils du roi Saint Louis.
- 4 juillet - 18 août : règne du pape Adrien V[7].
- 18 juillet[12] : paix entre le roi de Sicile et les Génois, par la médiation du pape Innocent V[13] : les exilés guelfes, partisans des Grimaldi et les Fieschi rentrent à Gênes.
- 27 juillet[14] :
  - début du règne de Pierre III d'Aragon (jusqu'en 1285).
  - début du règne de Jacques II de Majorque.
- 13 septembre: début du règne Jean XXI (fin en 1277)[7].
  - Quatre papes ont régné cette année-là. On peut même en envisager un cinquième : le cardinal Guglielmo Visconti, mort le 6 septembre aurait selon certaines sources été élu pape la veille sous le nom de Grégoire XI, mais il n'est pas retenu par les listes de papes.
- 17 octobre : bulle du pape Jean XXI sanctionnant la fondation du collège de Miramar par Raymond Lulle (Ramon Llull) pour l'étude de l'arabe et la formation de missionnaires en pays musulmans[15].
- 18 octobre : Rodolphe Ier de Habsbourg et ses alliés mettent le siège devant Vienne[16].
- 21 novembre : paix de Vienne[17]. Ottokar II de Bohême cède l’Autriche, la Styrie, la Carinthie et la Carniole à l’empereur augmentant considérablement la puissance des Habsbourg. Ottokar ne conserve que la Bohême et la Moravie.

- Russie : début du règne de Dimitri Alexandrovitch de Pérïaslav, grand-prince de Vladimir à la mort de son oncle Vassili Ier Vladimisrki[18] (fin en 1281). Son frère Daniel Nevski devient grand prince de Moscou (fin en 1303). Il double l'étendue de la principauté.
- L'infant de Castille Sanche est déclaré héritier du trône par les Cortes réunit à Ségovie au détriment d'Alphonse de La Cerda[19]. Les luttes pour la succession d’Alphonse X le Sage en Castille durent jusqu'en 1325.